# أونا لورانس
أونا لورانس (بالإنجليزية: Oona Laurence)‏ (ولدت في 1 أغسطس 2002) ممثلة مسرحية وسينمائية وتلفزيونية أمريكية، ظهرت في عدة أعمال منها فيلم الأعسر (2015).

## روابط خارجية
- أونا لورانس على موقع IMDb (الإنجليزية)
- أونا لورانس على موقع روتن توميتوز (الإنجليزية)
- أونا لورانس على موقع ألو سيني (الفرنسية)
- أونا لورانس على موقع ميوزك برينز (الإنجليزية)
- أونا لورانس على موقع أول موفي (الإنجليزية)
- أونا لورانس على موقع قاعدة بيانات برودواي على الإنترنت (الإنجليزية)
- أونا لورانس على موقع ديسكوغز (الإنجليزية)
- أونا لورانس على موقع قاعدة بيانات الفيلم (الإنجليزية)
- أونا لورانس على موقع كينوبويسك (الروسية)